# Šimuni
Šimuni – wieś w Chorwacji, w żupanii zadarskiej, w mieście Pag. W 2011 roku liczyła 165 mieszkańców.